# Éléonore Laloux

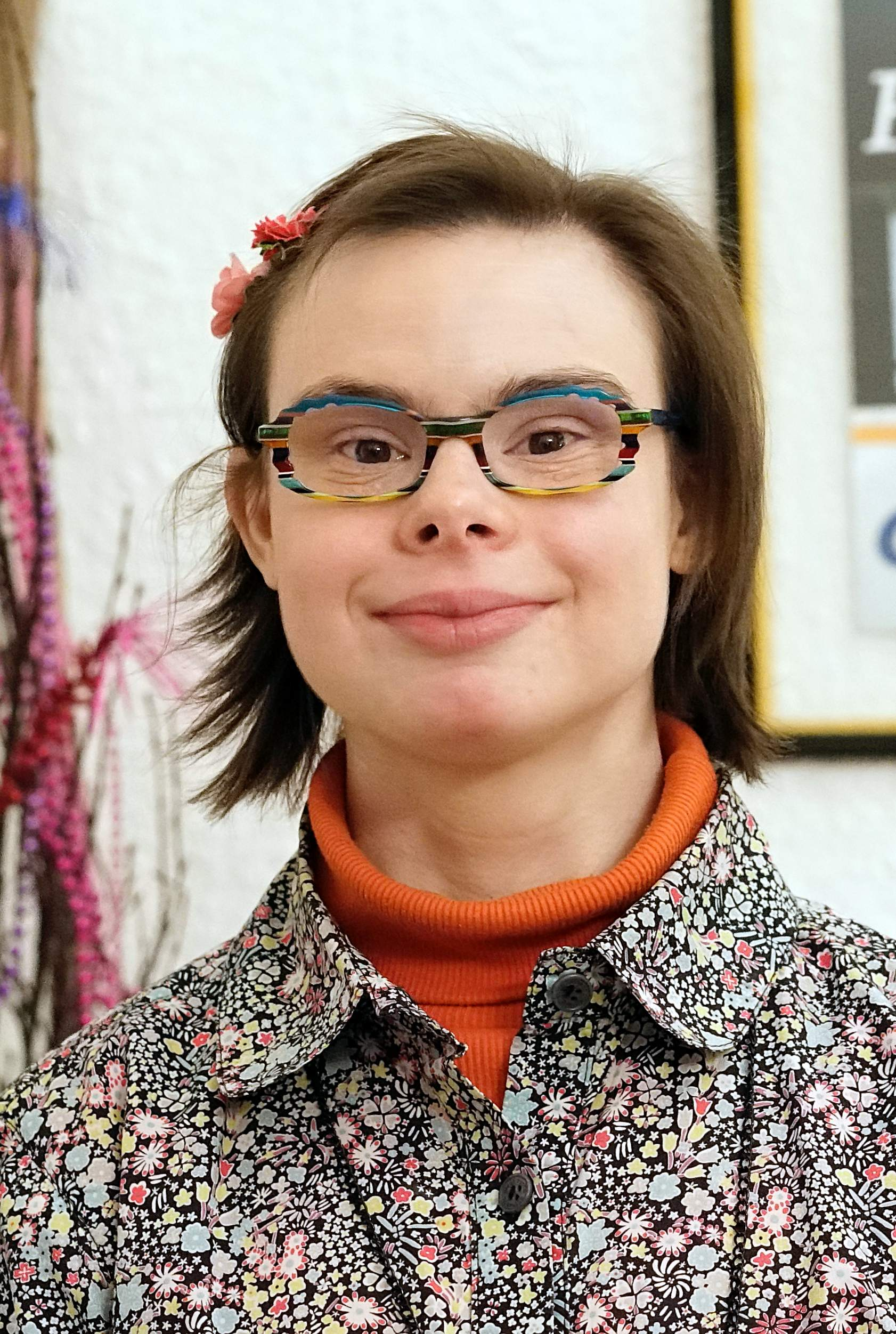
Éléonore Laloux 2020

Éléonore Laloux (geboren am 26. August 1985 in Arras) ist eine französische Kommunalpolitikerin, die auch mit ihrer Autobiografie Triso et alors! (dt. Trisomie 21, na und!) bekannt wurde. Sie ist die erste Person mit Trisomie 21, die in Frankreich in ein politisches Amt gewählt wurde. Sie wurde 2021 für ihre Verdienste um Inklusion mit dem französischen Verdienstorden ausgezeichnet.
Éléonore Laloux besuchte auf Wunsch der Eltern eine allgemeinbildende Schule. Obwohl sie dort auch Mobbingerfahrung sammelte, half ihr das Selbstbewusstsein, das ihre Eltern ihr vermittelten, diese erfolgreich zu überstehen.
Éléonore Laloux wurde im März 2020 in das Stadtparlament von Arras gewählt und dort zur Beauftragten für Inklusion und Glück ernannt. Es gibt in Arras eine Reihe von Veränderungen, die auf ihren Einfluss zurückzuführen sind. So bietet etwa das Tourist Office eine virtuelle Tour des nicht rollstuhlgerechten Glockenturms an und schuf eine Webseite, die die Attraktionen der Stadt in Hinblick drauf bewertet, wie behindertengerecht sie sind. Neben ihrer politischen Tätigkeit arbeitet sie Teilzeit in der Abrechnungsabteilung des örtlichen Krankenhauses und engagiert sich als Freiwillige in Initiativen für Menschen mit Trisomie 21 und deren Familien.
2013 trat sie in der Fernsehserie Le grand journal de Canal+ auf. Ihre 2014 erschienene Autobiografie, die sie mit Unterstützung von Yann Barte schrieb, wurde auch ins Spanische übersetzt. 2020 erschien der Film J’irai décrocher la lune in Frankreich, in dem sie zusammen mit 5 anderen jungen Menschen mit Trisomie 21 ihre Geschichte erzählt.

## Publikationen
- Gemeinsam mit Yann Barte: Triso et alors! Autobiografie. Max Milo Editions 2014. ISBN 978-2-315-00500-0